# Сиворакша світлоголова
Сивора́кша світлоголова (Coracias cyanogaster) — вид сиворакшоподібних птахів родини сиворакшових (Coraciidae).

## Поширення
Вид поширений в Західній та Центральній Африці від Сенегалу до Південного Судану. Мешкає у саванах з деревами або високими чагарниками.

## Опис
Птахи завдовжки 28—30 см, вагою 110—180 г. Спина темно-зеленого кольору. Голова, шия та груди білого або кремового кольору. Решта тіла ультрамаринового забарвлення.

## Спосіб життя
Живе у саванах з домінуванням дерева Isoberlinia. Трапляється поодинці, парами або групами до 20 птахів. Часто сидить на верхівках дерев та чагарників, звідки полює на комах, ящірок, скорпіонів, слимаків, дрібних птахів і гризунів. Гнізда облаштовує в дуплах дерев, термітниках, покинутих будинках. У гнізді 3—5 яєць. Насиджують обидва партнери по черзі. Інкубація триває 18 днів.